# Cyclea racemosa
Cyclea racemosa là một loài thực vật có hoa trong họ Biển bức cát. Loài này được Oliv. mô tả khoa học đầu tiên năm 1890.